# Pierre Le Coq
Pierre Le Coq (ur. 17 stycznia 1989) – francuski żeglarz sportowy, brązowy medalista olimpijski z Rio de Janeiro.
Zawody w 2016 były jego pierwszymi igrzyskami olimpijskimi. W Brazylii zajął trzecie miejsce w klasie RS:X. W 2015 był w tej klasie mistrzem świata.